# Liga Premier de Israel 2012-13
La temporada 2012/13 de la Ligat ha'Al fue la 14ª edición de la máxima categoría de fútbol en Israel. Empezó el 25 de agosto de 2012 y terminó el 20 de mayo de 2013. El Ironi Kiryat Shmona era el campeón defensor del campeonato después de ganar su primer campeonato en la temporada anterior. 
El Maccabi Tel Aviv se convirtió en el campeón a falta de 4 jornadas, el 22 de abril al vencer 2-0 al Ironi Nir Ramat HaSharon. Terminaría con 80 puntos y un margen sobre su inmediato perseguidor de 13 y así lograría el segundo título del actual formato de la Liga israelí.

## Información de los equipos

### Ascensos y descensos
Un cambio en la estructura de la liga en la que cambia la cantidad de equipos, de 16 a 14, provocó que en la temporada anterior tres equipos descendieran mientras que ascendió solo uno. A partir de esta temporada ascienden y descienden 2 equipos.
| Pos. | Descendidos de Ligat ha'Al |
| ---- | -------------------------- |
| 14.º | Hapoel Petah Tikva         |
| 15.º | Hapoel Rishon LeZion       |
| 16.º | Maccabi Petah Tikva        |

| Pos. | Ascendidos de Liga Leumit |
| ---- | ------------------------- |
| 1.º  | Hapoel Ramat Gan          |

### Equipos, entrenadores y estadios
| Equipo                   | Ciudad         | Entrenador    | Estadio                | Aforo  | Marca        | Patrocinador principal |
| ------------------------ | -------------- | ------------- | ---------------------- | ------ | ------------ | ---------------------- |
| Beitar Jerusalem         | Jerusalén      | Eli Cohen     | Estadio Teddy Kollek   | 21,600 | Diadora      | Eldan                  |
| Bnei Sakhnin             | Sajnin         | Marco Balbul  | Doha Stadium           | 8,500  | Lotto        | Bank Leumi             |
| Bnei Yehuda Tel Aviv     | Tel Aviv       | Dror Kashtan  | Bloomfield Stadium     | 14,413 | Puma         | Strauss                |
| F.C. Ashdod              | Asdod          | Yossi Mizrahi | Yud-Alef Stadium       | 7,800  | Nike         | Sektor Town            |
| Hapoel Acre              | Acre           | Yuval Naim    | Acre Municipal Stadium | 5,000  | Nike         | Shahaf Security        |
| Hapoel Be'er Sheva       | Beerseba       | Elisha Levy   | Vasermil Stadium       | 13,000 | Kappa        | Mobli                  |
| Hapoel Haifa             | Haifa          | Nir Klinger   | Estadio Kiryat Eliezer | 14,002 | Diadora      | Hatama Security        |
| Hapoel Ramat Gan         | Ramat Gan      | Eli Cohen     | Estadio Ramat Gan      | 41,583 | Puma         | Avi Sofer              |
| Hapoel Tel Aviv          | Tel Aviv       | Freddy David  | Bloomfield Stadium     | 14,413 | Kappa        | Bonnie Hatichon        |
| Ironi Kiryat Shmona      | Kiryat Shemona | Barak Bakhar  | Ironi Stadium          | 5,300  | Lotto        | Ituran                 |
| Ironi Nir Ramat HaSharon | Ramat Hasharon | Beni Tabak    | Grundman Stadium       | 4,300  | Lotto        | -                      |
| Maccabi Haifa            | Haifa          | Arik Benado   | Estadio Kiryat Eliezer | 14,002 | Nike         | Honda, Herbalife       |
| Maccabi Netanya          | Netanya        | Reuven Atar   | Netanya Stadium        | 13,610 | Diadora      | Burgus Burger Bar      |
| Maccabi Tel Aviv         | Tel Aviv       | Oscar García  | Bloomfield Stadium     | 14,413 | Under Armour | Nivea                  |

## Primera ronda

### Clasificación
|     | Equipos                  | PJ | PG | PE | PP | GF | GC | Dif | Pts |
| --- | ------------------------ | -- | -- | -- | -- | -- | -- | --- | --- |
| 1.  | Maccabi Tel Aviv         | 26 | 19 | 2  | 5  | 61 | 20 | +41 | 59  |
| 2.  | Maccabi Haifa            | 26 | 14 | 7  | 5  | 41 | 20 | +21 | 49  |
| 3.  | Ironi Kiryat Shmona      | 26 | 11 | 10 | 5  | 34 | 25 | +9  | 43  |
| 4.  | Hapoel Tel Aviv          | 26 | 12 | 6  | 8  | 33 | 29 | +4  | 42  |
| 5.  | Bnei Yehuda Tel Aviv     | 26 | 11 | 5  | 10 | 35 | 31 | +4  | 38  |
| 6.  | Ironi Nir Ramat HaSharon | 26 | 11 | 4  | 11 | 28 | 30 | -2  | 37  |
| 7.  | F.C. Ashdod              | 26 | 10 | 5  | 11 | 30 | 30 | 0   | 35  |
| 8.  | Beitar Jerusalem         | 26 | 8  | 9  | 9  | 36 | 42 | -6  | 33  |
| 9.  | Hapoel Be'er Sheva       | 26 | 7  | 9  | 10 | 23 | 35 | -12 | 30  |
| 10. | Hapoel Haifa             | 26 | 6  | 10 | 10 | 28 | 40 | -12 | 28  |
| 11. | Maccabi Netanya          | 26 | 6  | 9  | 11 | 32 | 39 | -7  | 27  |
| 12. | Bnei Sakhnin             | 26 | 6  | 8  | 12 | 25 | 45 | -20 | 26  |
| 13. | Hapoel Ramat Gan         | 26 | 6  | 7  | 13 | 32 | 39 | -7  | 25  |
| 14. | Hapoel Acre              | 26 | 5  | 9  | 12 | 29 | 42 | -13 | 24  |

| \| \| Clasifica al grupo por el campeonato. \| \| \| Clasifica al grupo por el no-descenso. \| |                                        |
|                                                                                                | Clasifica al grupo por el campeonato.  |
|                                                                                                | Clasifica al grupo por el no-descenso. |

### Resultados
| Hapoel Be'er Sheva  | 0:0 | Bnei Sakhnin             | 25 de agosto |
| Hapoel Haifa        | 0:0 | Maccabi Netanya          | 25 de agosto |
| F.C. Ashdod         | 2:0 | Ironi Nir Ramat HaSharon | 25 de agosto |
| Hapoel Acre         | 1:1 | Bnei Yehuda Tel Aviv     | 25 de agosto |
| Ironi Kiryat Shmona | 3:2 | Beitar Jerusalem         | 25 de agosto |
| Hapoel Ramat Gan    | 0:1 | Hapoel Tel Aviv          | 26 de agosto |
| Maccabi Tel Aviv    | 2:1 | Maccabi Haifa            | 27 de agosto |

| Maccabi Haifa            | 1:3 | Ironi Kiryat Shmona | 1 de septiembre |
| Bnei Yehuda Tel Aviv     | 1:0 | Hapoel Ramat Gan    | 1 de septiembre |
| Ironi Nir Ramat HaSharon | 3:1 | Hapoel Acre         | 1 de septiembre |
| Bnei Sakhnin             | 1:3 | F.C. Ashdod         | 1 de septiembre |
| Beitar Jerusalem         | 1:1 | Hapoel Be'er Sheva  | 1 de septiembre |
| Hapoel Tel Aviv          | 2:0 | Hapoel Haifa        | 2 de septiembre |
| Maccabi Netanya          | 0:1 | Maccabi Tel Aviv    | 3 de septiembre |

| F.C. Ashdod         | 2:1 | Beitar Jerusalem         | 13 de septiembre |
| Hapoel Haifa        | 1:3 | Maccabi Tel Aviv         | 15 de septiembre |
| Ironi Kiryat Shmona | 0:1 | Maccabi Netanya          | 15 de septiembre |
| Hapoel Acre         | 5:1 | Bnei Sakhnin             | 15 de septiembre |
| Hapoel Ramat Gan    | 1:1 | Ironi Nir Ramat HaSharon | 15 de septiembre |
| Hapoel Tel Aviv     | 2:0 | Bnei Yehuda Tel Aviv     | 15 de septiembre |
| Hapoel Be'er Sheva  | 1:1 | Maccabi Haifa            | 15 de septiembre |

| Bnei Yehuda Tel Aviv     | 3:1 | Hapoel Haifa        | 22 de septiembre |
| Bnei Sakhnin             | 1:3 | Hapoel Ramat Gan    | 22 de septiembre |
| Maccabi Netanya          | 2:1 | Hapoel Be'er Sheva  | 22 de septiembre |
| Maccabi Haifa            | 0:1 | F.C. Ashdod         | 22 de septiembre |
| Beitar Jerusalem         | 0:1 | Hapoel Acre         | 22 de septiembre |
| Ironi Nir Ramat HaSharon | 1:0 | Hapoel Tel Aviv     | 23 de septiembre |
| Maccabi Tel Aviv         | 4:0 | Ironi Kiryat Shmona | 24 de septiembre |

| Hapoel Tel Aviv      | 1:0 | Bnei Sakhnin             | 29 de septiembre |
| Hapoel Haifa         | 1:1 | Ironi Kiryat Shmona      | 29 de septiembre |
| F.C. Ashdod          | 3:0 | Maccabi Netanya          | 29 de septiembre |
| Hapoel Acre          | 0:0 | Maccabi Haifa            | 29 de septiembre |
| Bnei Yehuda Tel Aviv | 2:2 | Ironi Nir Ramat HaSharon | 29 de septiembre |
| Hapoel Ramat Gan     | 2:2 | Beitar Jerusalem         | 29 de septiembre |
| Hapoel Be'er Sheva   | 3:1 | Maccabi Tel Aviv         | 1 de octubre     |

| Maccabi Haifa            | 2:0 | Hapoel Ramat Gan     | 6 de octubre  |
| Ironi Nir Ramat HaSharon | 2:0 | Hapoel Haifa         | 6 de octubre  |
| Bnei Sakhnin             | 2:2 | Bnei Yehuda Tel Aviv | 6 de octubre  |
| Maccabi Netanya          | 1:3 | Hapoel Acre          | 6 de octubre  |
| Maccabi Tel Aviv         | 2:1 | F.C. Ashdod          | 6 de octubre  |
| Ironi Kiryat Shmona      | 1:1 | Hapoel Be'er Sheva   | 29 de octubre |
| Beitar Jerusalem         | 3:2 | Hapoel Tel Aviv      | 29 de octubre |

| Hapoel Haifa             | 0:0 | Hapoel Be'er Sheva  | 20 de octubre |
| F.C. Ashdod              | 2:0 | Ironi Kiryat Shmona | 20 de octubre |
| Hapoel Ramat Gan         | 1:1 | Maccabi Netanya     | 20 de octubre |
| Ironi Nir Ramat HaSharon | 1:3 | Bnei Sakhnin        | 20 de octubre |
| Hapoel Acre              | 0:2 | Maccabi Tel Aviv    | 20 de octubre |
| Bnei Yehuda Tel Aviv     | 1:2 | Beitar Jerusalem    | 21 de octubre |
| Hapoel Tel Aviv          | 3:0 | Maccabi Haifa       | 22 de octubre |

| Maccabi Tel Aviv    | 3:1 | Hapoel Ramat Gan         | 3 de noviembre |
| Bnei Sakhnin        | 2:0 | Hapoel Haifa             | 3 de noviembre |
| Ironi Kiryat Shmona | 1:0 | Hapoel Acre              | 3 de noviembre |
| Hapoel Be'er Sheva  | 0:0 | F.C. Ashdod              | 3 de noviembre |
| Beitar Jerusalem    | 1:0 | Ironi Nir Ramat HaSharon | 3 de noviembre |
| Maccabi Netanya     | 2:1 | Hapoel Tel Aviv          | 4 de noviembre |
| Maccabi Haifa       | 1:1 | Bnei Yehuda Tel Aviv     | 5 de noviembre |

| Bnei Yehuda Tel Aviv     | 3:0 | Maccabi Netanya     | 10 de noviembre |
| Hapoel Haifa             | 2:1 | F.C. Ashdod         | 10 de noviembre |
| Hapoel Acre              | 2:2 | Hapoel Be'er Sheva  | 10 de noviembre |
| Ironi Nir Ramat HaSharon | 1:1 | Maccabi Haifa       | 10 de noviembre |
| Bnei Sakhnin             | 1:1 | Beitar Jerusalem    | 10 de noviembre |
| Hapoel Ramat Gan         | 1:1 | Ironi Kiryat Shmona | 11 de noviembre |
| Hapoel Tel Aviv          | 1:0 | Maccabi Tel Aviv    | 11 de noviembre |

| Maccabi Tel Aviv    | 0:1 | Bnei Yehuda Tel Aviv     | 17 de noviembre |
| Maccabi Netanya     | 1:2 | Ironi Nir Ramat HaSharon | 17 de noviembre |
| Ironi Kiryat Shmona | 0:1 | Hapoel Tel Aviv          | 17 de noviembre |
| Beitar Jerusalem    | 3:0 | Hapoel Haifa             | 18 de noviembre |
| Maccabi Haifa       | 0:0 | Bnei Sakhnin             | 19 de noviembre |
| Hapoel Be'er Sheva  | 3:2 | Hapoel Ramat Gan         | 4 de diciembre  |
| F.C. Ashdod         | 2:0 | Hapoel Acre              | 12 de diciembre |

| Hapoel Haifa             | 0:0 | Hapoel Acre         | 24 de noviembre |
| Hapoel Ramat Gan         | 0:1 | F.C. Ashdod         | 24 de noviembre |
| Bnei Sakhnin             | 0:0 | Maccabi Netanya     | 24 de noviembre |
| Ironi Nir Ramat HaSharon | 3:4 | Maccabi Tel Aviv    | 24 de noviembre |
| Bnei Yehuda Tel Aviv     | 0:2 | Ironi Kiryat Shmona | 25 de noviembre |
| Hapoel Tel Aviv          | 4:1 | Hapoel Be'er Sheva  | 26 de noviembre |
| Beitar Jerusalem         | 1:2 | Maccabi Haifa       | 26 de noviembre |

| Maccabi Tel Aviv    | 4:0 | Bnei Sakhnin             | 1 de diciembre |
| Ironi Kiryat Shmona | 2:0 | Ironi Nir Ramat HaSharon | 1 de diciembre |
| Hapoel Be'er Sheva  | 1:0 | Bnei Yehuda Tel Aviv     | 1 de diciembre |
| Hapoel Acre         | 0:3 | Hapoel Ramat Gan         | 1 de diciembre |
| Maccabi Netanya     | 2:3 | Beitar Jerusalem         | 1 de diciembre |
| Hapoel Haifa        | 0:3 | Maccabi Haifa            | 2 de diciembre |
| F.C. Ashdod         | 1:2 | Hapoel Tel Aviv          | 3 de diciembre |

| Hapoel Ramat Gan         | 1:1 | Hapoel Haifa        | 8 de diciembre  |
| Ironi Nir Ramat HaSharon | 0:1 | Hapoel Be'er Sheva  | 8 de diciembre  |
| Bnei Yehuda Tel Aviv     | 2:0 | F.C. Ashdod         | 8 de diciembre  |
| Maccabi Haifa            | 1:0 | Maccabi Netanya     | 8 de diciembre  |
| Hapoel Tel Aviv          | 0:0 | Hapoel Acre         | 9 de diciembre  |
| Bnei Sakhnin             | 1:3 | Ironi Kiryat Shmona | 10 de diciembre |
| Beitar Jerusalem         | 1:1 | Maccabi Tel Aviv    | 10 de diciembre |

| Maccabi Netanya          | 0:0 | Hapoel Haifa        | 15 de diciembre |
| Ironi Nir Ramat HaSharon | 1:0 | F.C. Ashdod         | 15 de diciembre |
| Hapoel Tel Aviv          | 2:2 | Hapoel Ramat Gan    | 15 de diciembre |
| Bnei Sakhnin             | 3:2 | Hapoel Be'er Sheva  | 15 de diciembre |
| Bnei Yehuda Tel Aviv     | 2:1 | Hapoel Acre         | 16 de diciembre |
| Beitar Jerusalem         | 2:2 | Ironi Kiryat Shmona | 16 de diciembre |
| Maccabi Haifa            | 1:0 | Maccabi Tel Aviv    | 17 de diciembre |

| Hapoel Haifa        | 2:2 | Hapoel Tel Aviv          | 22 de diciembre |
| Hapoel Ramat Gan    | 1:0 | Bnei Yehuda Tel Aviv     | 22 de diciembre |
| Hapoel Acre         | 0:2 | Ironi Nir Ramat HaSharon | 22 de diciembre |
| F.C. Ashdod         | 1:2 | Bnei Sakhnin             | 22 de diciembre |
| Maccabi Tel Aviv    | 2:1 | Maccabi Netanya          | 22 de diciembre |
| Hapoel Be'er Sheva  | 0:0 | Beitar Jerusalem         | 23 de diciembre |
| Ironi Kiryat Shmona | 0:0 | Maccabi Haifa            | 24 de diciembre |

| Bnei Yehuda Tel Aviv     | 2:1 | Hapoel Tel Aviv     | 29 de diciembre |
| Maccabi Netanya          | 3:4 | Ironi Kiryat Shmona | 29 de diciembre |
| Bnei Sakhnin             | 2:1 | Hapoel Acre         | 29 de diciembre |
| Ironi Nir Ramat HaSharon | 1:0 | Hapoel Ramat Gan    | 29 de diciembre |
| Maccabi Haifa            | 2:0 | Hapoel Be'er Sheva  | 29 de diciembre |
| Maccabi Tel Aviv         | 6:2 | Hapoel Haifa        | 30 de diciembre |
| Beitar Jerusalem         | 1:1 | F.C. Ashdod         | 31 de diciembre |

| Hapoel Tel Aviv     | 1:0 | Ironi Nir Ramat HaSharon | 5 de enero |
| Hapoel Haifa        | 2:1 | Bnei Yehuda Tel Aviv     | 5 de enero |
| Hapoel Ramat Gan    | 2:1 | Bnei Sakhnin             | 5 de enero |
| Hapoel Be'er Sheva  | 1:3 | Maccabi Netanya          | 5 de enero |
| Hapoel Acre         | 2:3 | Beitar Jerusalem         | 5 de enero |
| F.C. Ashdod         | 1:4 | Maccabi Haifa            | 6 de enero |
| Ironi Kiryat Shmona | 0:0 | Maccabi Tel Aviv         | 7 de enero |

| Ironi Kiryat Shmona      | 1:1 | Hapoel Haifa         | 12 de enero |
| Maccabi Netanya          | 2:0 | F.C. Ashdod          | 12 de enero |
| Ironi Nir Ramat HaSharon | 2:1 | Bnei Yehuda Tel Aviv | 12 de enero |
| Bnei Sakhnin             | 0:3 | Hapoel Tel Aviv      | 12 de enero |
| Maccabi Haifa            | 3:1 | Hapoel Acre          | 12 de enero |
| Beitar Jerusalem         | 3:2 | Hapoel Ramat Gan     | 13 de enero |
| Maccabi Tel Aviv         | 5:0 | Hapoel Be'er Sheva   | 14 de enero |

| Hapoel Haifa         | 3:0 | Ironi Nir Ramat HaSharon | 19 de enero |
| Bnei Yehuda Tel Aviv | 0:0 | Bnei Sakhnin             | 19 de enero |
| Hapoel Acre          | 4:4 | Maccabi Netanya          | 19 de enero |
| Hapoel Be'er Sheva   | 1:0 | Ironi Kiryat Shmona      | 19 de enero |
| F.C. Ashdod          | 1:0 | Maccabi Tel Aviv         | 19 de enero |
| Hapoel Ramat Gan     | 0:3 | Maccabi Haifa            | 20 de enero |
| Hapoel Tel Aviv      | 0:2 | Beitar Jerusalem         | 21 de enero |

| Maccabi Tel Aviv    | 4:0 | Hapoel Acre              | 26 de enero |
| Ironi Kiryat Shmona | 0:0 | F.C. Ashdod              | 26 de enero |
| Maccabi Netanya     | 1:1 | Hapoel Ramat Gan         | 26 de enero |
| Bnei Sakhnin        | 0:4 | Ironi Nir Ramat HaSharon | 26 de enero |
| Beitar Jerusalem    | 0:1 | Bnei Yehuda Tel Aviv     | 26 de enero |
| Hapoel Be'er Sheva  | 2:1 | Hapoel Haifa             | 27 de enero |
| Maccabi Haifa       | 3:0 | Hapoel Tel Aviv          | 27 de enero |

| Hapoel Tel Aviv          | 0:3 | Maccabi Netanya     | 2 de febrero |
| Hapoel Haifa             | 1:3 | Bnei Sakhnin        | 2 de febrero |
| Hapoel Acre              | 1:1 | Ironi Kiryat Shmona | 2 de febrero |
| F.C. Ashdod              | 0:1 | Hapoel Be'er Sheva  | 2 de febrero |
| Hapoel Ramat Gan         | 0:1 | Maccabi Tel Aviv    | 2 de febrero |
| Ironi Nir Ramat HaSharon | 1:0 | Beitar Jerusalem    | 3 de febrero |
| Bnei Yehuda Tel Aviv     | 2:0 | Maccabi Haifa       | 3 de febrero |

| Maccabi Netanya     | 3:5 | Bnei Yehuda Tel Aviv     | 9 de febrero  |
| F.C. Ashdod         | 1:1 | Hapoel Haifa             | 9 de febrero  |
| Hapoel Be'er Sheva  | 0:0 | Hapoel Acre              | 9 de febrero  |
| Ironi Kiryat Shmona | 3:1 | Hapoel Ramat Gan         | 9 de febrero  |
| Maccabi Haifa       | 4:0 | Ironi Nir Ramat HaSharon | 9 de febrero  |
| Beitar Jerusalem    | 2:2 | Bnei Sakhnin             | 10 de febrero |
| Maccabi Tel Aviv    | 4:0 | Hapoel Tel Aviv          | 11 de febrero |

| Hapoel Tel Aviv          | 1:1 | Ironi Kiryat Shmona | 16 de febrero |
| Ironi Nir Ramat HaSharon | 0:0 | Maccabi Netanya     | 16 de febrero |
| Hapoel Ramat Gan         | 3:0 | Hapoel Be'er Sheva  | 16 de febrero |
| Hapoel Acre              | 3:1 | F.C. Ashdod         | 16 de febrero |
| Bnei Sakhnin             | 0:1 | Maccabi Haifa       | 16 de febrero |
| Hapoel Haifa             | 3:0 | Beitar Jerusalem    | 17 de febrero |
| Bnei Yehuda Tel Aviv     | 2:3 | Maccabi Tel Aviv    | 18 de febrero |

| Hapoel Acre         | 1:3 | Hapoel Haifa             | 23 de febrero |
| F.C. Ashdod         | 2:3 | Hapoel Ramat Gan         | 23 de febrero |
| Ironi Kiryat Shmona | 2:0 | Bnei Yehuda Tel Aviv     | 23 de febrero |
| Maccabi Tel Aviv    | 1:0 | Ironi Nir Ramat HaSharon | 23 de febrero |
| Hapoel Be'er Sheva  | 1:2 | Hapoel Tel Aviv          | 23 de febrero |
| Maccabi Netanya     | 0:0 | Bnei Sakhnin             | 24 de febrero |
| Maccabi Haifa       | 4:1 | Beitar Jerusalem         | 24 de febrero |

| Bnei Yehuda Tel Aviv     | 1:0 | Hapoel Be'er Sheva  | 2 de marzo |
| Bnei Sakhnin             | 0:3 | Maccabi Tel Aviv    | 2 de marzo |
| Ironi Nir Ramat HaSharon | 0:1 | Ironi Kiryat Shmona | 2 de marzo |
| Hapoel Ramat Gan         | 1:2 | Hapoel Acre         | 2 de marzo |
| Hapoel Tel Aviv          | 1:1 | F.C. Ashdod         | 2 de marzo |
| Beitar Jerusalem         | 1:1 | Maccabi Netanya     | 3 de marzo |
| Maccabi Haifa            | 1:1 | Hapoel Haifa        | 4 de marzo |

| Hapoel Acre         | 0:0 | Hapoel Tel Aviv          | 9 de marzo  |
| Hapoel Haifa        | 2:1 | Hapoel Ramat Gan         | 9 de marzo  |
| Hapoel Be'er Sheva  | 0:1 | Ironi Nir Ramat HaSharon | 9 de marzo  |
| Ironi Kiryat Shmona | 2:0 | Bnei Sakhnin             | 9 de marzo  |
| Maccabi Netanya     | 1:2 | Maccabi Haifa            | 9 de marzo  |
| Maccabi Tel Aviv    | 5:0 | Beitar Jerusalem         | 10 de marzo |
| F.C. Ashdod         | 2:1 | Bnei Yehuda Tel Aviv     | 11 de marzo |

## Segunda ronda

### Grupo por el campeonato

#### Clasificación
|  |    | Equipos                  | PJ | PG | PE | PP | GF | GC | Dif | Pts |
|  | -- | ------------------------ | -- | -- | -- | -- | -- | -- | --- | --- |
|  | 1. | Maccabi Tel Aviv (C)     | 36 | 25 | 5  | 6  | 78 | 30 | +48 | 80  |
|  | 2. | Maccabi Haifa            | 36 | 19 | 10 | 7  | 62 | 33 | +29 | 67  |
|  | 3. | Hapoel Tel Aviv          | 36 | 17 | 7  | 12 | 47 | 45 | +2  | 58  |
|  | 4. | Bnei Yehuda Tel Aviv     | 36 | 16 | 7  | 13 | 50 | 40 | +10 | 55  |
|  | 5. | Ironi Kiryat Shmona      | 36 | 14 | 11 | 11 | 45 | 38 | +7  | 53  |
|  | 6. | Ironi Nir Ramat HaSharon | 36 | 12 | 4  | 20 | 31 | 50 | -19 | 40  |

|  | En zona de clasificación para la segunda ronda previa de la Liga de Campeones 2013-14. |
|  | En zona de clasificación para la segunda ronda previa de la Liga Europea 2013-14.      |

| (C) Campeón |

#### Resultados
| Ironi Kiryat Shmona | 0:1 | Hapoel Tel Aviv          | 16 de marzo |
| Maccabi Tel Aviv    | 1:0 | Ironi Nir Ramat HaSharon | 16 de marzo |
| Maccabi Haifa       | 1:0 | Bnei Yehuda Tel Aviv     | 17 de marzo |

| Bnei Yehuda Tel Aviv     | 1:1 | Ironi Kiryat Shmona | 30 de marzo |
| Ironi Nir Ramat HaSharon | 0:1 | Hapoel Tel Aviv     | 30 de marzo |
| Maccabi Tel Aviv         | 0:0 | Maccabi Haifa       | 30 de marzo |

| Hapoel Tel Aviv     | 2:1 | Bnei Yehuda Tel Aviv     | 2 de abril |
| Maccabi Haifa       | 6:0 | Ironi Nir Ramat HaSharon | 2 de abril |
| Ironi Kiryat Shmona | 1:3 | Maccabi Tel Aviv         | 3 de abril |

| Ironi Nir Ramat HaSharon | 0:3 | Bnei Yehuda Tel Aviv | 6 de abril |
| Maccabi Haifa            | 3:2 | Ironi Kiryat Shmona  | 6 de abril |
| Maccabi Tel Aviv         | 2:0 | Hapoel Tel Aviv      | 6 de abril |

| Hapoel Tel Aviv      | 2:2 | Maccabi Haifa            | 13 de abril |
| Ironi Kiryat Shmona  | 1:0 | Ironi Nir Ramat HaSharon | 13 de abril |
| Bnei Yehuda Tel Aviv | 2:2 | Maccabi Tel Aviv         | 13 de abril |

| Hapoel Tel Aviv          | 1:4 | Ironi Kiryat Shmona | 20 de abril |
| Bnei Yehuda Tel Aviv     | 2:1 | Maccabi Haifa       | 21 de abril |
| Ironi Nir Ramat HaSharon | 0:2 | Maccabi Tel Aviv    | 22 de abril |

| Ironi Kiryat Shmona | 0:1 | Bnei Yehuda Tel Aviv     | 27 de abril |
| Hapoel Tel Aviv     | 2:0 | Ironi Nir Ramat HaSharon | 28 de abril |
| Maccabi Haifa       | 2:2 | Maccabi Tel Aviv         | 29 de abril |

| Maccabi Tel Aviv         | 1:0 | Ironi Kiryat Shmona | 4 de mayo |
| Ironi Nir Ramat HaSharon | 2:1 | Maccabi Haifa       | 5 de mayo |
| Bnei Yehuda Tel Aviv     | 0:1 | Hapoel Tel Aviv     | 6 de mayo |

| Ironi Kiryat Shmona  | 1:2 | Maccabi Haifa            | 11 de mayo |
| Bnei Yehuda Tel Aviv | 2:1 | Ironi Nir Ramat HaSharon | 11 de mayo |
| Hapoel Tel Aviv      | 2:4 | Maccabi Tel Aviv         | 13 de mayo |

| Ironi Nir Ramat HaSharon | 0:1 | Ironi Kiryat Shmona  | 18 de abril |
| Maccabi Haifa            | 3:2 | Hapoel Tel Aviv      | 18 de abril |
| Maccabi Tel Aviv         | 0:3 | Bnei Yehuda Tel Aviv | 20 de abril |

### Grupo por el no-descenso
|  |     | Equipos              | PJ | PG | PE | PP | GF | GC | Dif | Pts |
|  | --- | -------------------- | -- | -- | -- | -- | -- | -- | --- | --- |
|  | 7.  | F.C. Ashdod          | 33 | 12 | 7  | 14 | 38 | 40 | -2  | 43  |
|  | 8.  | Hapoel Be'er Sheva   | 33 | 10 | 11 | 12 | 32 | 39 | -7  | 41  |
|  | 9.  | Hapoel Haifa         | 33 | 9  | 12 | 12 | 36 | 45 | -9  | 39  |
|  | 10. | Beitar Jerusalem     | 33 | 9  | 12 | 12 | 44 | 54 | -10 | 39  |
|  | 11. | Hapoel Acre          | 33 | 8  | 13 | 12 | 37 | 47 | -10 | 37  |
|  | 12. | Bnei Sakhnin         | 33 | 8  | 13 | 12 | 31 | 49 | -18 | 37  |
|  | 13. | Maccabi Netanya (D)  | 33 | 8  | 11 | 14 | 38 | 50 | -12 | 35  |
|  | 14. | Hapoel Ramat Gan (D) | 33 | 7  | 9  | 17 | 38 | 46 | -8  | 30  |

|  | En zona de descenso a Liga Leumit 2013/14.                                                                                   |
|  | En zona de descenso a Liga Leumit 2013/14; En zona de clasificación para la tercera ronda previa de la Liga Europea 2013-14. |

| (D) Descendido |

#### Resultados
| F.C. Ashdod        | 1:2 | Hapoel Acre      | 16 de marzo |
| Hapoel Be'er Sheva | 1:2 | Bnei Sakhnin     | 16 de marzo |
| Hapoel Haifa       | 3:0 | Maccabi Netanya  | 16 de marzo |
| Beitar Jerusalem   | 1:2 | Hapoel Ramat Gan | 17 de marzo |

| Hapoel Ramat Gan | 1:1 | Hapoel Be'er Sheva | 30 de marzo |
| Hapoel Acre      | 2:0 | Maccabi Netanya    | 30 de marzo |
| Bnei Sakhnin     | 0:0 | Hapoel Haifa       | 1 de abril  |
| F.C. Ashdod      | 2:2 | Beitar Jerusalem   | 1 de abril  |

| Hapoel Haifa       | 1:0 | Hapoel Ramat Gan | 6 de abril |
| Hapoel Be'er Sheva | 2:0 | F.C. Ashdod      | 6 de abril |
| Maccabi Netanya    | 1:1 | Bnei Sakhnin     | 6 de abril |
| Beitar Jerusalem   | 2:2 | Hapoel Acre      | 8 de abril |

| F.C. Ashdod      | 1:0 | Hapoel Haifa       | 13 de abril |
| Hapoel Ramat Gan | 0:0 | Maccabi Netanya    | 13 de abril |
| Hapoel Acre      | 1:1 | Bnei Sakhnin       | 13 de abril |
| Beitar Jerusalem | 1:0 | Hapoel Be'er Sheva | 13 de abril |

| Hapoel Be'er Sheva | 0:0 | Hapoel Acre      | 20 de abril |
| Hapoel Haifa       | 3:1 | Beitar Jerusalem | 20 de abril |
| Maccabi Netanya    | 2:1 | F.C. Ashdod      | 20 de abril |
| Bnei Sakhnin       | 1:0 | Hapoel Ramat Gan | 23 de abril |

| Hapoel Be'er Sheva | 2:0 | Hapoel Haifa     | 27 de abril |
| Beitar Jerusalem   | 1:3 | Maccabi Netanya  | 27 de abril |
| F.C. Ashdod        | 1:1 | Bnei Sakhnin     | 27 de abril |
| Hapoel Acre        | 2:1 | Hapoel Ramat Gan | 27 de abril |

| Hapoel Ramat Gan | 1:2 | F.C. Ashdod        | 4 de mayo |
| Hapoel Haifa     | 1:1 | Hapoel Acre        | 4 de mayo |
| Maccabi Netanya  | 0:3 | Hapoel Be'er Sheva | 4 de mayo |
| Bnei Sakhnin     | 0:0 | Beitar Jerusalem   | 4 de mayo |

## Máximos goleadores
| Pos. | Jugador      | Equipo               | Goles |
| ---- | ------------ | -------------------- | ----- |
| 1.°  | Eliran Atar  | Maccabi Tel Aviv     | 22    |
| 2.°  | Omer Damari  | Hapoel Tel Aviv      | 12    |
| 3.°  | Ohad Kadusi  | Hapoel Acre          | 11    |
| 4.°  | Wiyam Amasha | Maccabi Haifa        | 10    |
| 4.°  | Pedro Galván | Bnei Yehuda Tel Aviv | 10    |
| 4.°  | David Manga  | Hapoel Ramat Gan     | 10    |
| 7.°  | Munas Dabbur | Maccabi Tel Aviv     | 9     |
| 7.°  | Ahmad Saba'a | Maccabi Netanya      | 9     |

- Datos: Q1351729